# Дмитриевка (Ромодановский район)
Дмитриевка — посёлок в Ромодановском районе Мордовии в составе Пятинского сельского поселения.

## География
Находится на расстоянии примерно 11 километров по прямой на юго-восток от районного центра посёлка Ромоданово.

## Население
Постоянное население составляло 11 человек (русские 100 %) в 2002 году, 7 в 2010 году.